# Arthur Mourant
Arthur Ernest Mourant, né le 11 avril 1904 dans la paroisse de Grouville et mort le 29 août 1994 à Saint-Sauveur, est un chimiste, biologiste, hématologue, généticien, anthropologue et géologue jersiais.

## Biographie

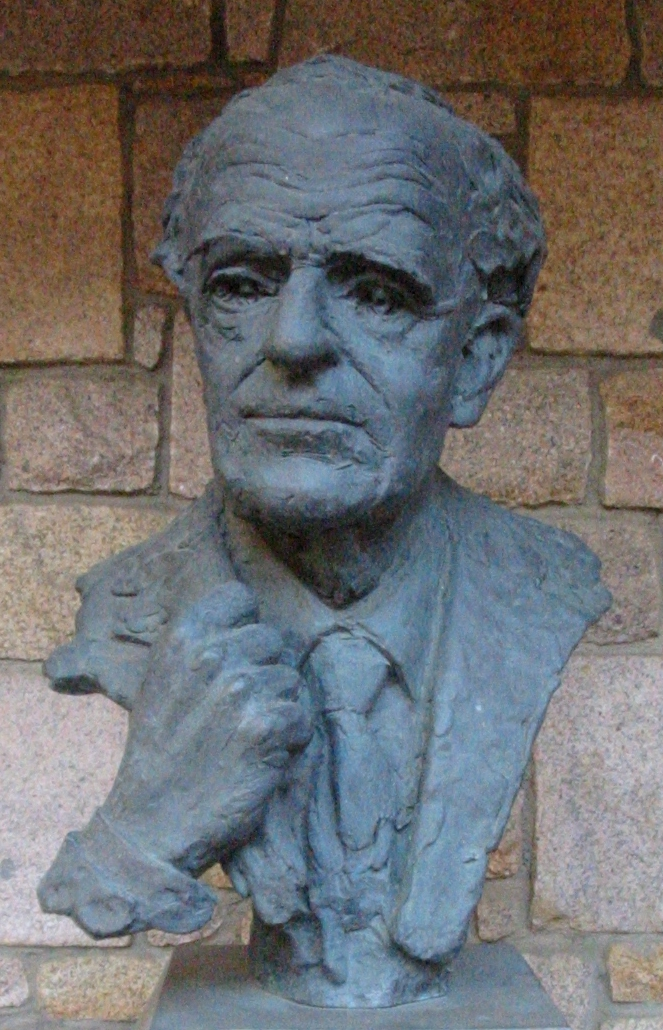
Buste d'Arthur Mourant devant la Société Jersiaise.

Arthur Ernest Mourant naquit à La Hougue Bie, un lieu-dit de la paroisse de Grouville situé sur l'île Anglo-Normande de Jersey. Arthur Mourant fait des études supérieures au Collège d'Exeter de l'université d'Oxford. Quand il quitte Oxford, il échoue à trouver un poste dans sa discipline et retourne à sa maison d'enfance de Jersey, où il met en place un laboratoire de pathologie. Il étudie ensuite la médecine et la chirurgie au St Bartholomew's Hospital de l'université de Londres.
Arthur Mourant dirige pendant une vingtaine d'années un laboratoire d'analyse sanguine. Arthur Mourant est un des pionniers dans l'étude de l'hématologie de la distribution dans le monde entier des groupes sanguins. Il contribue à la réalisation de la carte génétique du monde par l'étude et la classification des groupes sanguins dans de nombreuses populations et groupes ethniques. Il étudie l'anthropologie sous l'angle de la génétique.
Passionné par la géologie et la préhistoire qu'il étudie en parallèle à ses études de biologie, il prend la défense d'Alfred Wegener et la théorie de la dérive des continents et l'existence des plaques tectoniques.

## Distinctions

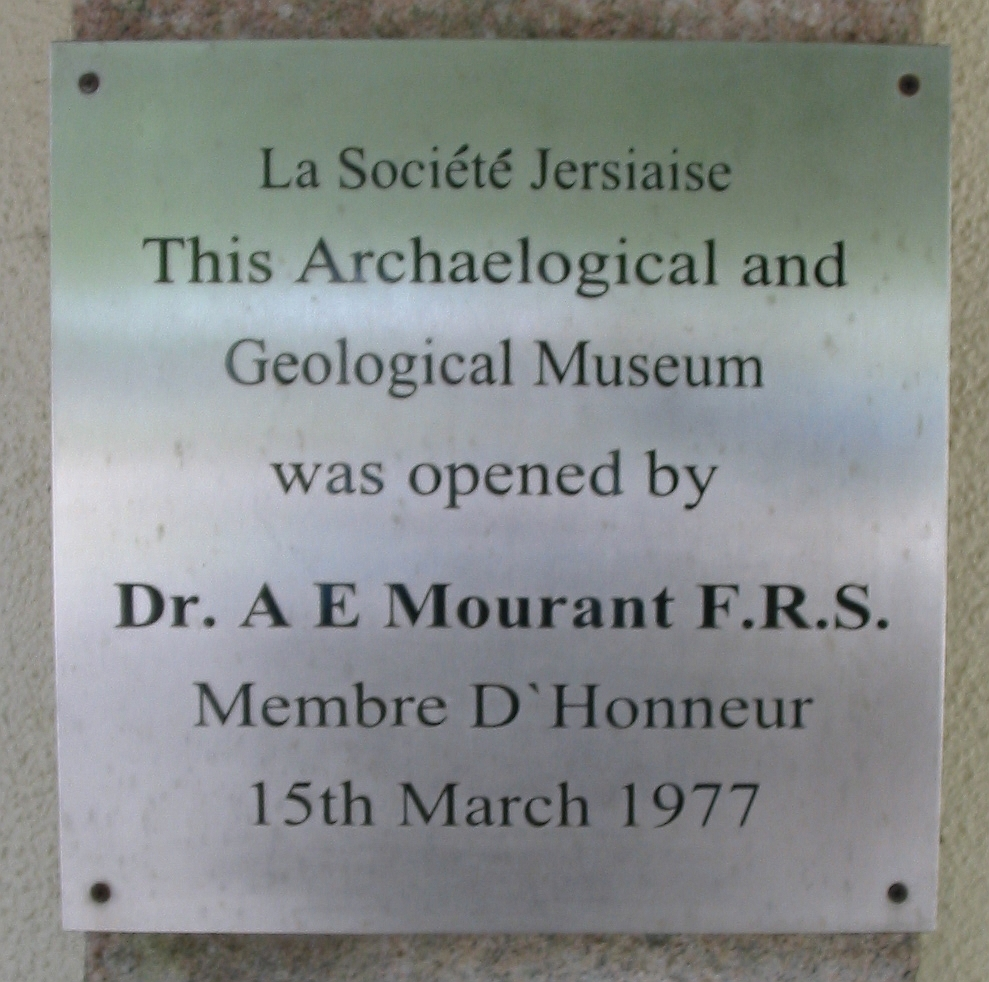
Plaque commémorative en l'honneur d'Arthur Mourant à La Hougue Bie.

Parmi ses nombreuses distinctions et reconnaissances.
- Il a gagné une bourse de la Royal Society;
- Reçoit la médaille commémorative attribuée par la Royal Anthropological Institute of Great Britain and Ireland;
- Prix commémoratif Landsteiner attribué par l'American association of blood banks;
- Arthur Mourant était membre notable de la Société Jersiaise.